# Unonopsis silvatica
Unonopsis silvatica är en kirimojaväxtart som beskrevs av Robert Elias Fries. Unonopsis silvatica ingår i släktet Unonopsis och familjen kirimojaväxter. Inga underarter finns listade i Catalogue of Life.